# Лулу (остров, Канада)
Остров Лулу (англ. Lulu Island) — крупнейший остров в эстуарии реки Фрейзер.

## География
Остров расположен на юго-западе провинции Британская Колумбия (Канада). Длина острова составляет 19 км, ширина — 10 км. Практически всю территорию острова занимает город Ричмонд, являющийся пригородом Ванкувера, крупнейшего города провинции. Однако восточная оконечность острова входит в состав города Нью-Уэстминстер. На западе песчаная банка отделяет пролив Джорджии от острова, на северо-западе один из рукавов реки Фрейзер отделяет от острова Лулу остров Си, на котором расположен Международный аэропорт Ванкувера (несмотря на название и аэропорт, и весь остров Си входит в состав города Ричмонд).

## Название
В 1862 году Ричард Муди назвал остров в честь Лулу Свит, актрисы первой театральной труппы, посетившей Нью-Уэстминстер. Существует и другая версия происхождения названия острова — Джон Мортон и его двоюродный брат Сэм Бригхаус, которые были первыми поселенцами на острове в 1862 году, вспоминали, что название произошло от слова «лоло», которое на чинукском жаргоне означает «нести» или «волок». Эти воспоминания были опубликованы в 1925 году племянником Джона Мортона Чарльзом Фредериком Мортоном